# از منشأ ناشناخته
از منشأ ناشناخته (به انگلیسی: Of Unknown Origin) یک فیلم دلهره‌آور روان‌شناختی کانادایی به کارگردانی جرج پی کوزماتوس است که در سال ۱۹۸۳ منتشر شد. بر اساس رمان ۱۹۶۹ بازدید کننده اثر چانسی پارکر ساخته شده‌است. پیتر ولر در نقش یک بانکدار ملایم منهتن بازی می‌کند که در تلاش برای کشتن موش در ساختمان بازسازی شده‌اش است. عنوان فیلم به این باور غلط (که در فیلم تکرار شده) اشاره دارد که موش‌ها منشأ مشخصی ندارند.

## تولید
فیلمبرداری اصلی در ۱۶ نوامبر ۱۹۸۲ در مونترال، با چند روز عکسبرداری لوکیشن در شهر نیویورک آغاز شد.[۲] اکثر فیلم در زمینی به مساحت ۷٫۰۰۰ فوت مربع فیلمبرداری شده‌است و فضای داخلی یک ساختمان قهوه‌ای در منهتن انجام شد، که توسط طراح تولید آن پریچارد ساخته شده‌است.